# Southampton Football Club
El Southampton Football Club es un club de fútbol de Inglaterra de la ciudad de Southampton. Fue fundado el 21 de noviembre de 1885 y a partir de la temporada 2025-26 volverá a jugar en la Championship tras descender en la temporada 2024-25.

## Historia

### De Raíces Espirituales a Triunfos Terrenales: La Evolución del Southampton Football Club (1885-1919)
Las raíces del club se remontan a los miembros de la Asociación de Jóvenes de la Iglesia de Santa María, que jugaron al fútbol en varios lugares de Southampton durante 13 años, antes de mudarse al antiguo estadio del club, The Dell en 1898, donde permaneció hasta 2001.
El primer partido del club se jugó el 21 de noviembre de 1885 en un campo en Northlands Road, donde posteriormente se situó el Hampshire Bowling Club, cerca del County Cricket Ground; St. Mary's ganó 5-1 contra Freemantle, con tres goles de Charles Bromley y dos de A. A. Fry; en la portería estaba Ralph Ruffell, que permanecería en el club durante casi diez años.
Southampton ganó el campeonato de la Southern League durante tres años consecutivos entre 1897 y 1899 y nuevamente en 1901, 1903 y 1904.[cita requerida]
Estos logros extendieron algunos cambios importantes para los Saints, al mudarse a un nuevo inmueble con valor de 10 000 £ libras esterlinas, llamado The Dell, al noroeste de la ciudad en el año de 1898. A pesar de que pasarían sus próximos 103 años allí, el futuro fue bastante incierto en esos primeros días y el club primero tuvo que alquilar sus locales, antes de que pudieran conseguir el dinero suficiente para comprar el estadio en la primera parte del siglo XX.[cita requerida]
La suerte no le tardó en llegar y antes de que el siglo XIX terminara, recibió una probadita de los éxitos que vendrían para el club, al llegar a la primera de sus cuatro finales de la FA Cup en 1900. Aquel día cayeron 4-0 ante Bury y dos años más tarde sufrieron la misma suerte ante Sheffield United, sacudidos 2-1 en el replay de la final de 1902, y a partir de aquí, no regresó a una final de FA Cup en 7 décadas.[cita requerida]
En 1904, el Southampton FC se convirtió en el primer club británico en viajar por Sudamérica para disputar una serie de partidos amistosos en Argentina y Uruguay.
A finales del año 1909, Juanito Elorduy, uno de los jugadores Athletic Club de Madrid, hizo un viaje a Inglaterra, entre otras cuestiones, para aprovisionar a los dos equipos del Athletic Club (el madrileño y el bilbaíno) de camisetas blanquiazules. Al no encontrarlas, optó por adquirir cincuenta camisetas del Southampton (los "Saints" mantenían muy buenas relaciones en la época con el Athletic Club, recalando en el equipo bilbaíno incluso alguno de sus jugadores, como Lezama) Así, dos de los grandes clubes de la Liga española visten hoy de rojiblanco gracias a este histórico club inglés.

### Renacimiento y Resiliencia: La Odisea del Southampton FC entre Guerras y Ascensos (1920-1953)
Después de la Primera Guerra Mundial, cuando muchos equipos fueron desintegrados por el llamado de sus jugadores al Servicio Nacional, los Saints se unieron a la recién formada Football League Third Division en 1920 que se dividió en secciones sur y norte un año después. La temporada 1921-22 terminó en un ascenso y marcó el comienzo de una estancia de 31 años en Segunda División.[cita requerida]
La temporada 1922-23 fue la única temporada de "todo igual", el equivalente a un punto por partido - 14 victorias, 14 empates, 14 derrotas para un total de 42 puntos. También sus goles a favor y en contra eran idénticos y el equipo terminó en la mitad de la tabla.[cita requerida]
En 1925 y 1927, llegaron a las semifinales de la FA Cup, perdiendo por 2-0 y 2-1 ante el Sheffield United y el Arsenal, respectivamente.[cita requerida]
Los Saints se vieron obligados brevemente a mudarse a la tierra de sus rivales locales Portsmouth en Fratton Park durante la Segunda Guerra Mundial, cuando una bomba cayó sobre el terreno de juego en The Dell en noviembre de 1940, dejando un cráter de 18 metros que dañó una alcantarilla subterránea e inundó el terreno de juego.[cita requerida]
El Southampton se quedó a nada de la promoción en 1947-48, cuando terminó en el tercer lugar, y en las mismas circunstancias se encontró la temporada siguiente (a pesar de tener una ventaja de ocho puntos con ocho partidos por jugar), mientras que en 1949-1950 por diferencia de goles (0,06) perdieron el primer lugar al Sheffield United. En las temporadas de 1948-49 y 1949-50, Charlie Wayman convirtió un total de 56 goles. Para 1953 los Saints, después de haberse quedado cerca del ascenso, fueron relegados a la tercera división.

### De La Segunda a la Gloria: El Resurgir del Southampton FC (1954-1987)
Hubo que esperar hasta 1960 para que Southampton recuperara la categoría con Derek Reeves de goleador, convirtiendo 39 de 106 goles de aquel campeonato y ascenso. El 27 de abril de 1963, Southampton cayó por la mínima ante el Manchester United durante la semifinal de la FA Cup en Villa Park, ante un total de 68 000 espectadores.
El sueño de disputar la First League en The Dell se cumpliría por fin hasta 1966, cuando el equipo dirigido por Ted Bates consiguió el subcampeonato en la categoría, teniendo a Martin Chivers como autor de 30 de los 86 anotaciones en aquella temporada.
A le temporada siguiente Ron Davies llegó para convertirse en el goleador del club, con 43 de los 74 goles que hizo el equipo en ese año. Southampton permaneció 8 años seguidos en la First League, siendo el séptimo puesto su mejor participación en las temporadas 1968-69 y 1970-71. Este séptimo lugar le fue suficiente para tener su primera participación en copas europeas, primero en la Copa de Ferias de 1969-70(eliminado en 3.ª ronda ante Newcastle United), y después en la Copa UEFA de 1971-72, donde el Athletic Club se encargó de echarlos en la primera ronda.
En diciembre de 1973, el longevo técnico Ted Bates se retiró para ser reemplazado por Lawrie McMenemy. Los Saints se convirtieron en las primeras víctimas del nuevo sistema de descenso de 3 en 1974, cuando fueron relegados, junto con el Manchester United y el Norwich City.
Bajo la dirección de Lawrie McMenemy, Saints comenzó a reconstruir su camino en la Segunda División, fichando a jugadores de la clase de Peter Osgood, Jim McCalliog, Jim Steele y Pedro Rodrigues (capitán) y en esos años se produjo lo que mucha gente considera hasta la fecha, en el momento más grande del club, cuando llegaron a la final de la FA Cup de 1976 ante el Manchester United en Wembley, dando la gran sorpresa al vencer a un motivado United por 1-0 con gol de Bobby Stokes. Southampton finalmente podría presumir haber ganado un campeonato de importancia, recordando que ya había perdido dos finales de FA Cup en 1900 y 1902. Gracias a este título consiguió volver a Europa, participando en la Recopa de Europa de 1976-77. Primero se enfrentó al poderoso Olympique de Marsella francés, derrotándolo con global de 5-2, luego eliminó tranquilamente al Carrick Rangers de Irlanda del Norte con global de 9-3, para caer en los cuartos de final ante el RSC Anderlecht belga con un apretado 3-2.
En 1977-1978, capitaneado por Alan Ball, Southampton terminó subcampeón de la Segunda División (detrás del Bolton Wanderers) y regresó a la Primera División. Terminaron cómodamente en el puesto 14 en su primera temporada de vuelta en la máxima categoría. La temporada siguiente regresó a Wembley en la final de la League Cup que perdió 3-2 ante el Nottingham Forest.
En 1980, McMenemy realizó el traspaso más importante de su carrera, fichando al Futbolista Europeo del Año Kevin Keegan. Aunque solo jugó 2 temporadas, Southampton ganó una importante popularidad al tener también en sus filas a Alan Ball, al prolífico goleador y poseedor del récord de más goles en un partido de FA Cup, Ted MacDougall, su excompañero del AFC Bournemouth y Norwich City Phil Boyer, además de los incondicionales Mick Channon y Charlie George y todos juntos marcaron en esa temporada un total de 76 goles, terminando en sexto lugar, siendo desde ese momento su mejor participación en primera división. La temporada siguiente, Kevin Keegan ayudó al equipo a que liderara la liga por más de dos meses, teniendo el primer puesto desde el 30 de enero hasta el 3 de abril de 1982. Pero en un decepcionante final de la temporada, en la que Keegan se vio obstaculizado por una lesión en la espalda, los Saints solo lograron ganar dos de sus últimos nueve partidos y terminó séptimo. Keegan anotó 26 de los 72 goles del equipo en ese año.
Southampton continuó progresando bajo la dirección de McMenemy, y con un equipo con futbolistas como Peter Shilton, Nick Holmes, David Armstrong, Danny Wallace, y el goleador Steve Moran, alcanzó un histórico subcampeonato en 1983-1984, solo tres puntos detrás del campeón Liverpool, aparte de alcanzar la semifinal de la FA Cup, tropezando en Highbury Stadium contra el Everton por 1-0.
Southampton terminó quinto lugar al año siguiente, pero debido a las sanciones que cargó todo el fútbol inglés tras los incidentes de Heysel, al igual que el resto de la liga, no fue permitido participar en copas europeas. De no haber sido por esto, hubiera participado en la Copa UEFA.
Lawrie McMenemy deja el equipo al final de la temporada 1984-85, para ser sucedido por Chris Nicholl, mismo que fuera cesado después de 6 años en el cargo pese a haber conservado la categoría durante este lapso de tiempo. Fue relevado por Ian Branfoot, que hasta el final de la temporada 1990-91 había sido asistente de Steve Coppell en el Crystal Palace. En esta etapa un jugador clave en la alineación titular del Southampton, fue el mediapunta oriundo de Guersney, Matthew Le Tissier, que se convirtiera en el jugador favorito de la afición en los últimos años. Fue votado como Jugador Joven del Año en 1990 y más tarde hizo ocho apariciones con la selección de Inglaterra; 12 años después Matthew anunció su retiro, teniendo 33 años cumplidos.[cita requerida]

### Ascensos, Descensos y Grandes Escapes: La Montaña Rusa del Southampton FC en la Premier League (1988-)

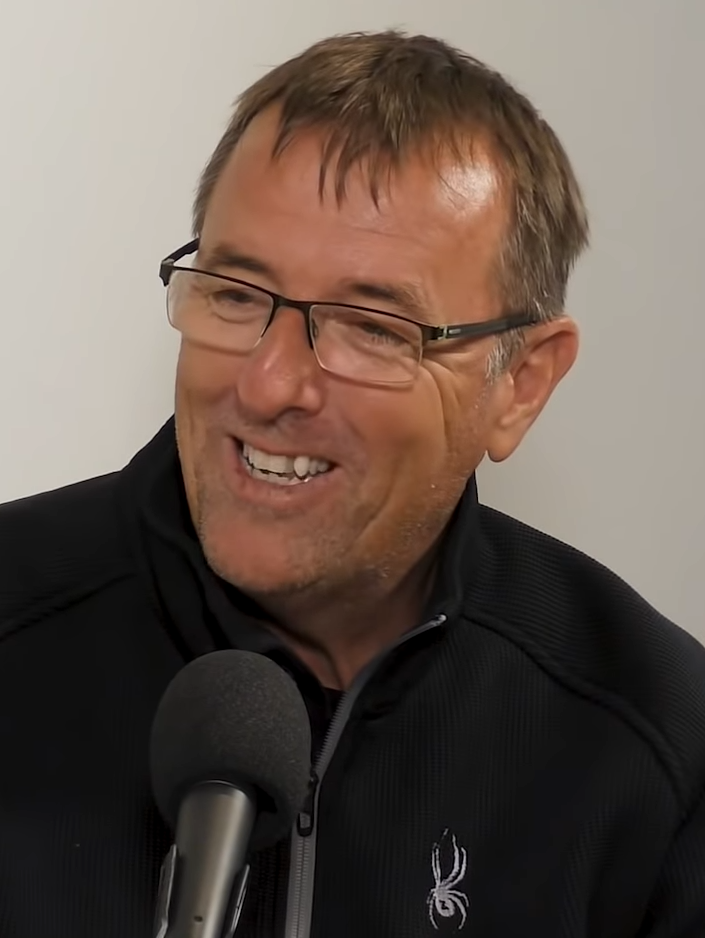
"Le God" fue una leyenda del Southampton, anotando 200 goles en 15 temporadas y siendo una figura clave para el club durante los años 90.

Southampton formó parte de la primera temporada de la recién fundada Premier League, misma que jugaba desde 1978.
El entrenador Ian Branfoot fue cesado en enero de 1994, debido a la posición en que se encontraban los Saints, peleando por no descender, y encuentran su reemplazo con el exentrenador del Exeter City, Alan Ball. Garantizó la supervivencia de los Saints para la temporada 1993-1994 y los guio a alcanzar el décimo lugar en la Premier League de 1994-95, teniendo como protagonista a Matthew Le Tissier. Pero en medio de rumores de falta de apoyo de la directiva, Ball emigró al Manchester City al final de la temporada, mientras que Southampton se hizo de los servicios del novato David Merrington, para la temporada 1995-96. Southampton finalizó 17.º con 38 puntos en la liga, y evitó el descenso por diferencia de goles. Dos victorias durante las últimas semanas de aquella temporada fueron clave para asegurar que Southampton podría lograr su salvación. Primero fue una victoria por 3-1 en casa sobre el campeón de ese año, Manchester United, y luego una victoria de 1-0 sobre los ya relegados Bolton Wanderers. Después de una pobre temporada, Merrington es despedido días después del final de la temporada, y reemplazado por el ex DT del Liverpool y Rangers, Graeme Souness.
Southampton mejoró ligeramente la siguiente temporada a pesar de la llegada de Souness, que ya había ganado tres ligas con el Rangers y una FA Cup con el Liverpool. Souness trajo a jugadores extranjeros de calidad como Egil Østenstad y Eyal Berkovic. El punto cumbre de la temporada fue una victoria por 6-3 sobre el Manchester United en The Dell, con doblete de los recién llegados Østenstad y Berkovic. Sin embargo, tuvo que hacer frente a las críticas acerca de la mala racha de Ali Dia. Southampton terminó la temporada en el 16.º lugar, y Souness dimitió después de sólo una temporada en el cargo, como pretexto principal la falta de fondos para fichar jugadores. La directiva de Southampton le dio su voto de confianza a Dave Jones, que había ganado el ascenso a League One con el Stockport County, así como haber alcanzado las semifinales de la Copa de la Liga.
Southampton al inicio de la temporada 1997-98 era favorito para el descenso, pero terminó en el undécimo lugar en la tabla y logró por tercera temporada consecutiva, una victoria en casa ante el Manchester United. La efectividad del equipo bajó notablemente en la temporada siguiente, ya que estuvo en el fondo de la tabla durante gran parte de la primera vuelta, pero una vez más se salvó del descenso en la última jornada de la temporada, después de una tardía buena racha, con ayuda fundamental del letón Marian Pahars y el consentido de la afición, el "Great Escape" Matthew Le Tissier. En 1999, Southampton recibió el aval para construir un nuevo estadio para 32 000 espectadores en la zona de St Mary, para sustituir a The Dell, su casa desde 1898.
Durante la temporada 1999-2000, Dave Jones renunció como director técnico del Southampton, por las acusaciones de corrupción de menores que le recaían, cuando trabajaba en una casa hogar durante la década de los ochenta. Las acusaciones resultaron posteriormente ser infundadas pero ya era demasiado tarde para salvar la carrera de Jones como técnico de Southampton y fue sucedido por el exentrenador de Inglaterra Glenn Hoddle.
Él ayudó a mantener a Southampton bastante alejados de la zona de descenso, pero después de haber recibido una oferta, se trasladó al Tottenham Hotspur justo antes del final de la temporada 2000-01. Fue reemplazado por el entrenador del primer equipo Stuart Gray, quien fue testigo principal de la mudanza del club al nuevo St Mary's Stadium para la temporada 2001-02. Al final de la temporada 2000-01, en el último partido oficial en The Dell, Matthew Le Tissier llegó sobre el final a marcar el histórico último gol de liga en el viejo estadio, tras haberse girado y rematado con una media volea. Southampton terminó ganando en su despedida 3-2 ante el Arsenal, proporcionándole a su afición un final de película, y un digno adiós a The Dell. Sin embargo Gray fue despedido después de un mal comienzo de la temporada siguiente, y fue reemplazado por el ex DT del Coventry City Gordon Strachan.
Strachan hizo mucho para revivir al Southampton durante la temporada 2001-02, que fue suficiente para lograr el undécimo puesto. Lo hicieron aún mejor en 2002-03, en el que terminaron octavo en la Premier League, y subcampeón de la FA Cup ante el Arsenal (derrota por 1-0 en el Millenium Stadium), logrado todo esto en gran parte a la metamorfosis de James Beattie, quien consiguió 24 goles, 23 en liga. Esa contundencia se mantuvo la temporada siguiente, en parte, por el liderazgo en la ofensiva de Beattie y Kevin Phillips, con el que aseguraron el duodécimo lugar y una vez más derrotó a Manchester United en su propio suelo.
Strachan renunció en marzo de 2004, para descansar un poco del fútbol, y fue reemplazado por Paul Sturrock, que había formado parte del proceso de Plymouth Argyle a su segunda promoción en tres temporadas. Sin embargo, los rumores de molestia en sus jugadores y diversos problemas personales persiguieron a Sturrock, y sólo cinco meses más tarde le fue sucedido el técnico de las reservas Steve Wigley. La dirección de Wigley resultó desastrosa, ya que Southampton fue en caída libre en la liga durante la temporada 2004-05. El técnico francés Christian Damiano llega como relevo asistente, pero después de una racha de sólo una victoria en 14 partidos, se dieron por terminados los contratos de ambos directivos.
El presidente del club, Rupert Lowe, se expuso a la ira de los aficionados de los Saints cuando nombró a Harry Redknapp como entrenador el 8 de diciembre de 2004. La noticia conmocionó a gran parte del mundo de fútbol, ya que Redknapp había dimitido como director técnico del eterno rival, el Portsmouth, solo días antes. Trajo a una serie de nuevos fichajes, entre ellos su propio hijo Jamie Redknapp en el intento de sobrevivir el descenso.
En la temporada 2019/20 encaja la mayor goleada de su historia al perder ante su afición por 0 a 9 contra el Leicester City. El 2 de febrero de 2021, iguala su peor goleada al perder 9 a 0 ante el Manchester United en la temporada 20/21
En la jornada 36 de la temporada 22/23, cae derrotado 2 a 0 de local ante el Fulham, lo que provoca su descenso a la Championship. No descendía desde la temporada 2004/2005

### Trayectoria histórica

Desempeño de Southampton en recientes años en la Football League.

## Uniforme
- Uniforme titular: Camiseta roja con franja diagonal blanca, pantalón negro y medias rojas.
- Uniforme alternativo: Camiseta azul, pantalón azul y medias azul.
- Tercer uniforme: Camiseta blanca con franja diagonal roja, pantalón blanco y medias blancas.

### Evolución
| 2010-2011 | 2011-2012 | 2012-2013 | 2013-2014 | 2014-2015 | 2015-2016 | 2016-2017 |
| 2017-2018 | 2018-2019 | 2019-2020 | 2020-21   | 2021-22   | 2022-23   | 2023-24   |

## Estadio

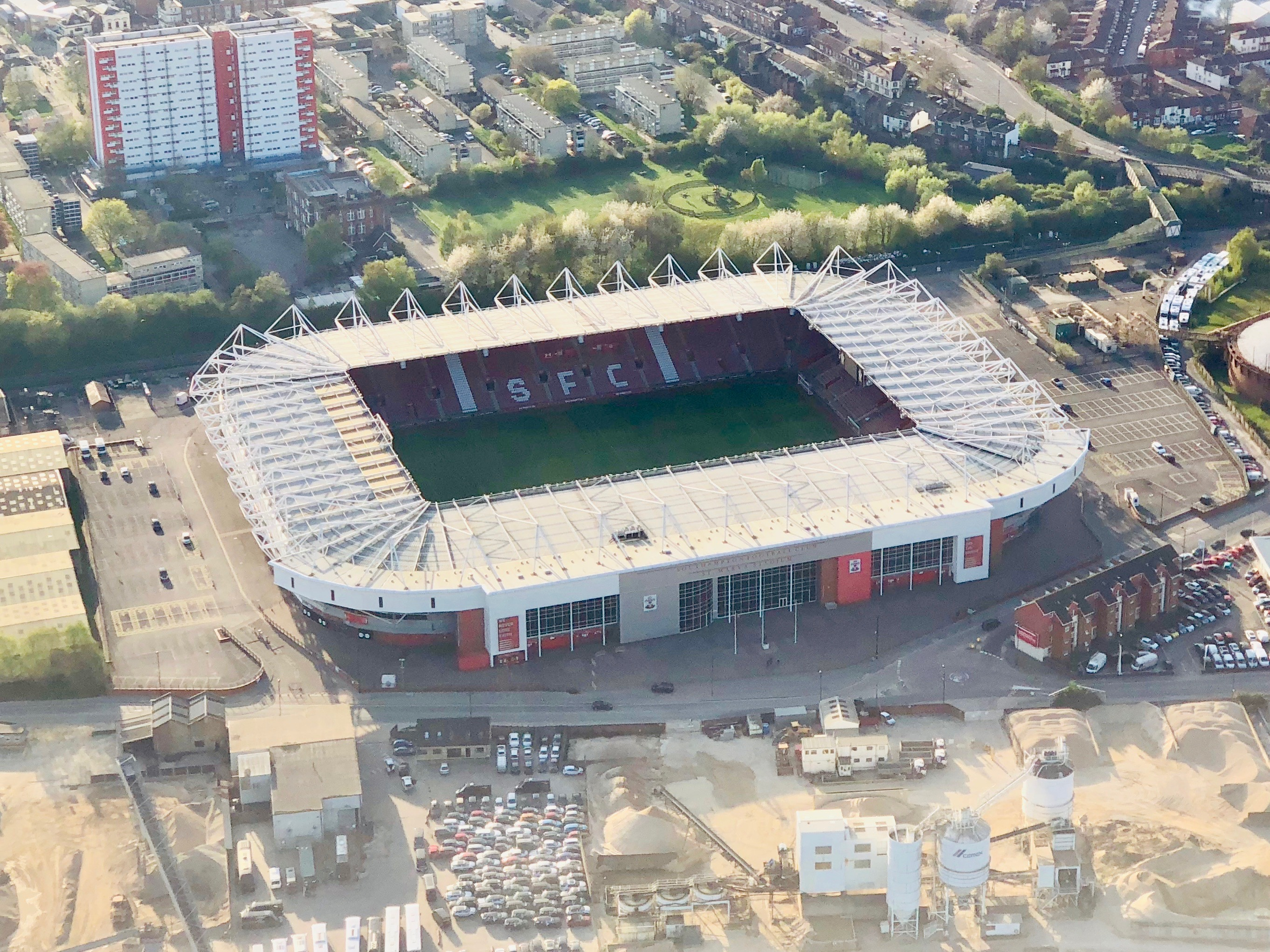
Vista aérea del St Mary's Stadium

El primer estadio del club fue el Antelope Ground desde 1887 hasta 1896. Le siguió el County Cricket Ground desde 1896 hasta 1898. 

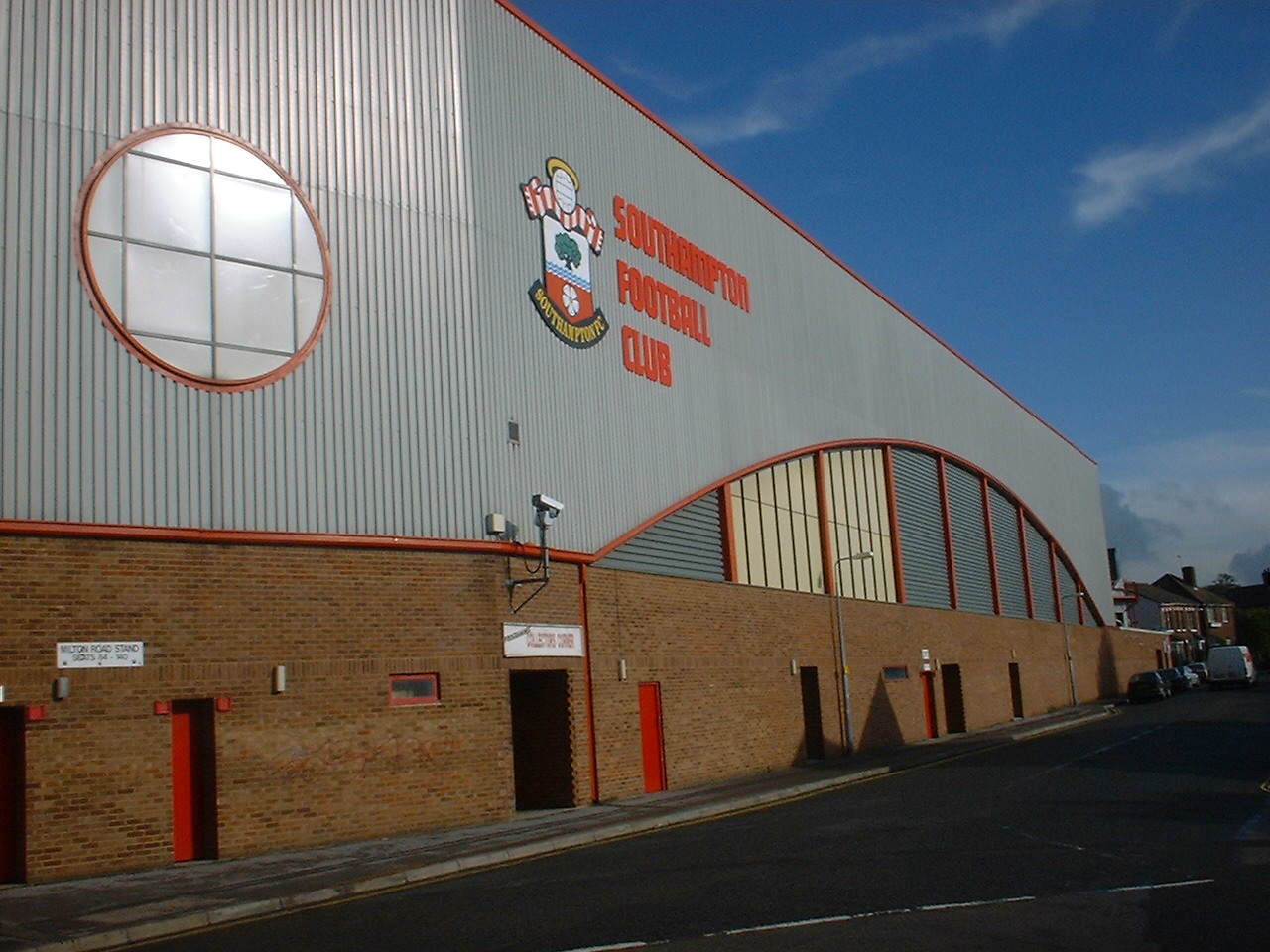
Exterior de The Dell

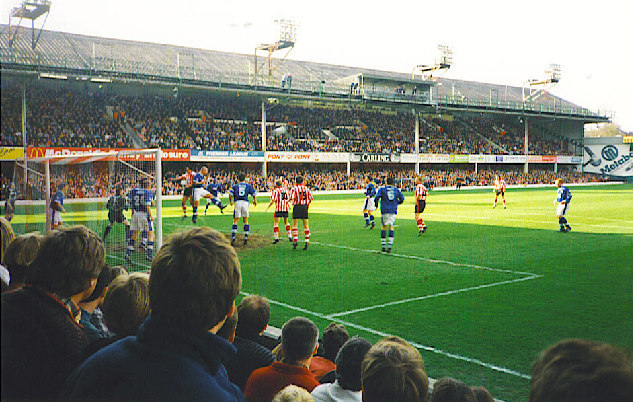
Interior The Dell (El Southampton empató 0-0 contra el Leicester City en marzo de 1997)

De 1898 a 2001, Southampton jugó sus partidos como local en The Dell . El estadio construido especialmente fue remodelado varias veces a lo largo de sus 103 años de historia, con dos de las tribunas completamente reconstruidas después de incendios y en 1950 se convirtió en el primer campo en Inglaterra en tener iluminación permanente instalada. Después del informe Taylor, The Dell se convirtió en un estadio con asientos para todos y, con una capacidad de aproximadamente 15 000, se convirtió en el campo más pequeño de la máxima categoría de Inglaterra, lo que precipitó una mudanza a una nueva sede. 
El Estadio St Mary's ha sido el hogar de los Saints desde agosto de 2001. Tiene una capacidad de 32 689 espectadores  y es uno de los pocos estadios en Europa que cumple con los criterios de Cuatro Estrellas de la UEFA . El estadio también ha sido sede de varios partidos internacionales. El récord de asistencia del estadio es de 32 363 espectadores, establecido en un partido entre el Southampton y el Coventry City en abril de 2012.

## Datos del club
- Temporadas en First Division (hasta 1992)[14] y Premier League:[14] 35
- Temporadas en Second Division (hasta 1992),[14] First Division (hasta 2004)[14] y Championship:[14] 41 (Incluyendo la 2011/12)
- Temporadas en Third Division (hasta 1992),[14] Second Division (hasta 2004)[14] y League One:[14] 11
- Mayor goleada conseguida:
  - En campeonatos nacionales:
    - Southampton 8 - 0 Sunderland (Premier League 2014/15).
    - Southampton 14 - Newbury Town Football Club 0 (FA Cup 1894/95).

  - En torneos internacionales:
    - Southampton 5 - Vitória de Guimarães 2 (Copa de Ferias 1969/70).
- Mayor goleada encajada:
  - En campeonatos nacionales:
    - Everton 8 - Southampton 0 (First Division 1971/72).
    - Southampton 0 - Leicester City 9 (Premier League 2019/20)
    - Manchester United 9 - Southampton 0 (Premier League 2020/21)

  - En torneos internacionales:
    - Southampton 2 - Sporting Clube de Portugal 4 (Copa de la UEFA 1981/82).
- Mejor puesto en la liga: 2.º en la temporada 1983/84.
- Peor puesto en la liga: 20.º en la temporada 2004/05..
- Jugador con más partidos disputados: Terry Paine (815).
- Jugador con más goles anotados: Mick Channon (228).
- Mayor afluencia de público: 32 151 espectadores el 29 de diciembre de 2003 contra el Arsenal en la Premier League.

## Organigrama deportivo

### Registros
| Goleadores | Goleadores         | Goleadores | Presencias | Presencias         | Presencias   |
| ---------- | ------------------ | ---------- | ---------- | ------------------ | ------------ |
| 1.         | Mick Channon       | 228 goles  | 1.         | Terry Paine        | 815 partidos |
| 2.         | Matthew Le Tissier | 209 goles  | 2.         | Mick Channon       | 607 partidos |
| 3.         | Bill Rawlings      | 198 goles  | 3.         | Nick Holmes        | 543 partidos |
| 4.         | Terry Paine        | 187 goles  | 4.         | Matthew Le Tissier | 540 partidos |
| 5.         | George O'Brien     | 180 goles  | 5.         | Tommy Traynor      | 487 partidos |
| 6.         | Derek Reeves       | 173 goles  | 6.         | Jason Dodd         | 483 partidos |
| 7.         | Eric Day           | 158 goles  | 7.         | Bert Shelley       | 465 partidos |
| 8.         | Fred Harrison      | 156 goles  | 8.         | Eric Day           | 422 partidos |
| 9.         | Arthur Dominy      | 155 goles  | 9.         | Samuel Meston      | 413 partidos |
| 10.        | Ron Davies         | 153 goles  | 10.        | Claus Lundekvam    | 413 partidos |

## Palmarés

### Títulos nacionales (1)
| Competición nacional                 | Títulos                                                                                              | Subcampeonatos                           |
| ------------------------------------ | --- | ---------------------------------------- |
| Primera División (0/1)               | | 1983-84.                                 |
| FA Cup (1/3)                         | 1975–76.                                                                                             | 1899–1900, 1901–02, 2002–03.             |
| League Cup (0/2)                     | | 1978–79, 2016-17.                        |
| Community Shield (0/1)               | | 1976.                                    |
|                                      | |                                          |
| Segunda División (0/3)               | | 1965-66, 1977-78, 2011-12.               |
| Tercera División (2/1)               | 1921-22 (South), 1959-60.                                                                            | 2010-11.                                 |
| English Football League Trophy (1/0) | 2009–10.                                                                                             |                                          |
| Southern Football League (6/0)       | 1896–97, 1897–98, 1898–99, 1900–01, 1902–03, 1903–04.                                                |                                          |
| Full Members Cup (0/1)               | | 1991-92.                                 |
| Hampshire Senior Cup (17/7)          | 1891, 1892, 1895, 1899, 1901, 1902, 1905, 1907, 1908, 1910, 1914, 1920, 1921, 1935, 1940, 1950, 1976 | 1893, 1894, 1896, 1903, 1912, 1938, 1955 |

### Títulos internacionales
| Competición internacional            | Títulos | Subcampeonatos |
| ------------------------------------ | ------- | -------------- |
| Copa de la Liga anglo-italiana (0/1) |         | 1976.          |
| Copa Anglo-Escocesa (0/1)            |         | 1974–75.       |

Nota: en negrita competiciones vigentes en la actualidad.

## Participación en competiciones europeas
| Competicion UEFA | Competicion UEFA   | Competicion UEFA | Competicion UEFA    | Competicion UEFA | Competicion UEFA | Competicion UEFA | Competicion UEFA |
| Temporada        | Competición        | Ronda            | Club                | Cómputo global   | Ida              | Vuelta           |                  |
| ---------------- | ------------------ | ---------------- | ------------------- | ---------------- | ---------------- | ---------------- | ---------------- |
| 1969/70          | Copa de Ferias     | 1R               | Rosenborg           | 2-1              | 0-1 (F)          | 2-0 (C)          |                  |
| 1969/70          | Copa de Ferias     | 2R               | Vitória Guimarães   | 8-4              | 3-3 (F)          | 5-1 (C)          |                  |
| 1969/70          | Copa de Ferias     | 1/8              | Newcastle United    | 1-1 u            | 0-0 (F)          | 1-1 (C)          |                  |
| 1971/72          | UEFA Cup           | 1R               | Athletic Bilbao     | 2-3              | 2-1 (C)          | 0-2 (F)          |                  |
| 1976/77          | Recopa de Europa   | 1R               | Olympique Marseille | 5-2              | 4-0 (C)          | 1-2 (F)          |                  |
| 1976/77          | Recopa de Europa   | 1/8              | Carrick Rangers     | 9-3              | 5-2 (F)          | 4-1 (C)          |                  |
| 1976/77          | Recopa de Europa   | 1/4              | RSC Anderlecht      | 2-3              | 0-2 (F)          | 2-1 (C)          |                  |
| 1981/82          | UEFA Cup           | 1R               | Limerick United     | 4-1              | 3-0 (F)          | 1-1 (C)          |                  |
| 1981/82          | UEFA Cup           | 2R               | Sporting Lisboa     | 2-4              | 2-4 (F)          | 0-0 (C)          |                  |
| 1982/83          | UEFA Cup           | 1R               | IFK Norrköping      | 2-2 u            | 2-2 (C)          | 0-0 (F)          |                  |
| 1984/85          | UEFA Cup           | 1R               | Hamburger SV        | 0-2              | 0-0 (C)          | 0-2 (F)          |                  |
| 2003/04          | UEFA Cup           | 1R               | Steaua Bucarest     | 1-2              | 1-1 (C)          | 0-1 (F)          |                  |
| 2015/16          | UEFA Europa League | Clasificatoria3  | Vitesse             | 5-0              | 3-0 (C)          | 2-0 (F)          |                  |
| 2015/16          | UEFA Europa League | Clasificatoria 4 | FC Midtjylland      | 1-2              | 1-1 (C)          | 0-1 (F)          |                  |
| 2016/17          | UEFA Europa League | Grupo K          | Sparta Praga        | 3-1              | 3-0 (C)          | 0-1 (F)          |                  |
| 2016/17          | UEFA Europa League | Grupo K          | Hapoel Be´er Sjeva  | 1-1              | 0-0 (F)          | 1-1 (C)          |                  |
| 2016/17          | UEFA Europa League | Grupo K          | Internazionale      | 2-2              | 0-1 (F)          | 2-1 (C)          |                  |